# Gilbert Flam
 (mars 2016).
Si vous disposez d'ouvrages ou d'articles de référence ou si vous connaissez des sites web de qualité traitant du thème abordé ici, merci de compléter l'article en donnant les références utiles à sa vérifiabilité et en les liant à la section « Notes et références ».
Gilbert Flam, né le 31 mai 1949, est un magistrat français.

## Biographie

### Études
Gilbert Flam est licencié en droit[réf. nécessaire] et ancien élève de l'École nationale de la magistrature.

### Carrière
En 1986, Gilbert Flam commence sa carrière comme juge d'instruction au Tribunal de grande instance d'Evry.
Après avoir exercé des fonctions de responsabilités dans différents cabinets ministériels, Gilbert Flam est détaché à la Direction générale de la Sécurité extérieure (DGSE). Il devient chef du bureau des affaires protégées puis du secteur contre-criminalité jusqu'à son départ en 2002. 
Il est professeur de droit de l'entreprise à l'École nationale des ponts et chaussées.

## Affaires

### Comptes de Chirac au Japon
En 1999, dans le cadre d'un travail de routine propre à l'activité du service, il a dirigé une enquête sur le milliardaire japonais Soichi Osada et la Tokyo Sowa Bank. Une rumeur parlait alors d'hypothétiques comptes bancaires de Jacques Chirac au Japon et les liens supposés de Jacques Chirac avec ce milliardaire. Or la DGSE n'est pas habilitée à diriger des enquêtes sur les liens que le Président de la République peut entretenir avec telle ou telle personnalité.[réf. nécessaire]
En 2000, une enquête administrative est alors demandée par Matignon et l'Élysée, pour établir si la DGSE a spécifiquement enquêté sur ce compte. L'enquête conclut par la négative, disculpant Gilbert Flam, et lui permettant d'être confirmé dans ses fonctions jusqu'à la fin de la mandature (2002)[réf. nécessaire].   
Gilbert Flam affirme que les prétendus 300 millions de francs de Jacques Chirac de la Tokyo Sowa Bank ne furent qu'une manipulation. En effet, le DGSE ne disposerait d'aucun élément tangible prouvant une telle assertion et ce sujet semble être, aujourd'hui encore, le produit d'une rumeur médiatique.[réf. nécessaire]
Hauts fonctionnaires de gauche, Gilbert Flam et Jean-Claude Cousseran, alors directeur de la DGSE, quittent le service en 2002. Gilbert Flam est nommé vice-procureur au Tribunal de Grande Instance de Paris tandis que Jean-Claude Cousseran est nommé ambassadeur de France en Égypte.

### Victime indirecte de Clearstream
Le nom de Gilbert Flam apparaît également dans l'affaire Clearstream. Depuis juin 2001, le juge Renaud Van Ruymbeke enquête sur l’affaire des frégates de Taiwan. Au printemps 2004, il reçoit plusieurs lettres anonymes et CD-ROM d'un corbeau prétendant dénoncer un réseau international d’influences et de malversations et des comptes bancaires occultes (895 au total) ouverts par de nombreuses personnalités du monde des affaires ou de la politique. Parmi ces personnalités, on retrouve Nicolas Sarkozy, Dominique Strauss-Kahn, Jean-Pierre Chevènement, Alain Madelin ou encore Gilbert Flam. Rapidement, il apparaît qu'il s'agit d’une tentative de manipulation visant le juge Van Ruymbeke, dont le scénario s’inspire beaucoup des thèmes développés dans le livre Révélation$ de Denis Robert.
Le 26 avril 2006, Gilbert Flam se constitue partie civile dans l'affaire Clearstream 2.
Le Canard enchaîné a précisé qu'un classeur au nom de Gilbert Flam a été saisi chez le général Philippe Rondot, responsable de la coordination du renseignement de 1997 à décembre 2005 au cabinet du ministre de la Défense Michèle Alliot-Marie. Le général Philippe Rondot menait une enquête interne, à la demande de Jacques Chirac, pour savoir si Gilbert Flam avait enquêté sur lui à la suite de cette affaire de compte bancaire japonais, le général Rondot a conclu qu'il n'avait pas enquêté sur Chirac. Il a précisé aux magistrats que ce compte avait été ouvert à sa connaissance en 1992, avant de se rétracter par voie de presse.
Le 7 septembre 2009, Gilbert Flam et le journaliste Edwy Plenel, également victime de la manipulation Clearstream, décident d'« engager une procédure administrative contre l'État pour obtenir réparation des préjudices subis » en rapport avec l'affaire Clearstream. Edwy Plenel, comme Gilbert Flam, fait partie des 41 parties civiles au procès qui a débuté le 21 septembre 2009, et au cours duquel quarante personnes sont citées à comparaître.

## Pour approfondir